# Zamboanga
 Ovo je glavno značenje pojma Zamboanga. Za druga značenja pogledajte Zamboanga (poluotok).
Zamboanga (tagaloški: Lungsod ng Zamboanga, chavacano: Ciudad de Zamboanga, engleski: City of Zamboanga) - grad na jugozapadu filipinskog otoka Mindanao i sjedište istoimenog okruga. S oko 950 tisuća stanovnika, to je šesti najveći grad Filipina. Nalazi se unutar regije Poluotok Zamboanga, ali je neovisan od nje.
Nalazi se na istoimenom poluotoku u Suluskom moru. Zambonga je od Manile udaljena 850 kilometara prema sjeveru, od malezijskog grada Kota Kinabalu 676 kilometara prema jugozapadu, a od indonezijskog grada Manado 639 kilometara prema jugu.
Kultura Zamboange je pod jakim utjecajem španjolskog nasljeđa, tako da je alternativno ime grada "Latinski grad Azije". Lokalni jezik chavacano je kreolski jezik temeljen na španjolskom jeziku.
Najviše kiše pada u srpnju, a najmanje u travnju. Grad se nalazi izvan zone tajfuna.
U Zamboangi se nalazi najveća koncentracija vojnih i policijskih baza na Filipinima.